# 上脇町
上脇町（かみわきちょう）は、愛知県豊田市の町名。

## 地理
豊田市の中央部やや南よりに位置し、足助地区（旧東加茂郡足助町の町域にほぼ相当する）に属する。北東で上佐切町、東で国閑町、南で坂上町、西で石楠町、北西で下佐切町と隣接する。
町域の中央部やや南東よりには東西より山に挟まれた谷地があり、その急斜面上に人家が点在している。町域の北部では巴川の支流である佐切川が西進し、河岸には豊田市立佐切小学校が立地する。
産業は農林業が中心である。また、兼業農家が多数を占める。

## 歴史

### 沿革
- 戦国期- 天正期の『松平乗承家蔵古文書』の中で「かミわき之郷」「上わき」という郷名が出現する。当時この付近は大給松平氏領であったとされる[4]。
- 江戸期- 寛永期の『三河国村々高附』においては「加茂郡上脇村」、天保期の郷帳においても「加茂郡上脇村」という表記が見受けられる[6]。
- 1635年（寛永12年）当時- 刈谷藩領であった[7]。
- 1651年（慶安4年）- 旗本石川貞当（大島陣屋）の知行地となる[7]。
- 1871年（明治4年）- 大区小区制施行により、第4大区第6小区に所属する[6]。
- 1878年（明治11年）- 郡区町村編制法施行により、加茂郡が東加茂郡と西加茂郡に分割される。これに伴い、上脇村の所属が加茂郡から東加茂郡に変更される[4]。
- 1884年（明治17年）7月- 戸長役場設置に伴い、上脇村、国閑村、上国谷村、上小田村、上佐切村、桑原田村、沢ノ堂村、下国谷村、下佐切村、栃本村、中国谷村、野林村、冷田村、平折村、四ツ松村の15村が同組に組み込まれる[8]。
- 1889年（明治22年）10月1日- 市制・町村制施行に伴い、上脇村、追分村、国閑村、上国谷村、上小田村、上佐切村、桑原田村、沢ノ堂村、下国谷村、下佐切村、栃本村、中国谷村、野林村、冷田村、平折村、岩神村、四ツ松村の17村が合併して東加茂郡盛岡村が誕生し[9]、上脇村は盛岡村大字上脇に継承される[4]。
- 1955年（昭和30年）4月1日- 盛岡村が足助町に編入される[10]。これに伴い、盛岡村大字上脇は足助町大字上脇に継承される[4]。
- 2005年（平成17年）4月1日- 足助町の豊田市への編入に伴い、住所表示が豊田市上脇町に変更される。

## 世帯数と人口
2019年（令和元年）7月1日現在の世帯数と人口は以下の通りである。
| 町丁   | 世帯数 | 人口 |
| ------ | ------ | ---- |
| 上脇町 | 29世帯 | 88人 |

### 人口の変遷
国勢調査による人口の推移
| 2005年（平成17年） | 61人  | [ 11 ] |  |
| 2010年（平成22年） | 109人 | [ 12 ] |  |
| 2015年（平成27年） | 103人 | [ 13 ] |  |

### その他
- 足助町誌によれば、1571年（元亀2年）に武田信玄が三河侵攻の途上、岡崎付近にて敗北・撤収を余儀なくされた際、先鋒隊大将であった山県三郎兵衛昌景はここ上脇付近で退いたとある[7]。

## 学区
市立小・中学校に通う場合、学区は以下の通りとなる。
| 番・番地等 | 小学校             | 中学校             |
| ---------- | ------------------ | ------------------ |
| 全域       | 豊田市立佐切小学校 | 豊田市立足助中学校 |

## 学校

### 小学校
- 豊田市立佐切小学校

## 寺社
- 神明神社

旧上脇村村社。

## 文化財

### 城館跡
- 上脇日影城[15]

日陰城、砦ヶ峰城などとも呼ばれる。中世のものだが、詳細ははっきりしていない。

### 墓所
- 松下古墓[15]

中世のものだが、詳細ははっきりしていない。

## その他

### 日本郵便
- 郵便番号 : 444-2335[2]（集配局：盛岡郵便局[16]）。